# República Centro-Africana nos Jogos Olímpicos de Verão de 2020
A República Centro-Africana participa nos Jogos Olímpicos de Verão de 2020 em Tóquio. Originalmente programados para ocorrerem de 24 de julho a 9 de agosto de 2020, os Jogos foram adiados para 23 de julho a 8 de agosto de 2021, por causa da pandemia COVID-19. Será a 11ª participação da nação nos Jogos Olímpicos de Verão desde sua estreia em 1968. A nação não participou da edição de 1972, por não ter qualificado nenhum atleta, além das edições de 1976 e 1980, após aderir aos boicotes africano e norte-americano, respectivamente. 

## Competidores
Abaixo está a lista do número de competidores nos Jogos.
| Esporte   | Masculino | Feminino | Total |
| --------- | --------- | -------- | ----- |
| Atletismo | 1         | 0        | 1     |
| Natação   | 0         | 1        | 1     |
| Total     | 1         | 1        | 2     |

## Atletismo
A República Centro-Africana recebeu uma vaga de universalidade da World Athletics para enviar um atleta às Olimpíadas.
- Nota– As posições para os eventos de pista são em relação à bateria do atleta
- Q = Qualificado para a próxima fase
- q = Qualificado para a próxima fase como o perdedor mais rápido ou, em eventos de campo, pela posição sem atingir o alvo para qualificação
- NR = Recorde nacional
- N/A = Fase não aplicável para o evento
- Bye = Atleta não precisou disputar aquela fase

Eventos de pista e estrada
| Atleta         | Evento          | Eliminatória | Eliminatória | Quartas-de-final | Quartas-de-final | Semifinais | Semifinais | Final     | Final   |
| Atleta         | Evento          | Resultado    | Posição      | Resultado        | Posição          | Resultado  | Posição    | Resultado | Posição |
| -------------- | --------------- | ------------ | ------------ | ---------------- | ---------------- | ---------- | ---------- | --------- | ------- |
| Francky Mbotto | 100 m masculino |              |              |                  |                  |            |            |           |         |

## Natação
A República Centro-Africana recebeu vaga de universalidade da FINA para enviar a nadadora de melhor ranking para seu respectivo evento individual nas Olimpíadas, baseado no Ranking de Pontos da FINA de 28 de junho de 2021.
| Atleta          | Evento              | Eliminatória | Eliminatória | Semifinal | Semifinal | Final | Final   |
| Atleta          | Evento              | Tempo        | Posição      | Tempo     | Posição   | Tempo | Posição |
| --------------- | ------------------- | ------------ | ------------ | --------- | --------- | ----- | ------- |
| Chloe Sauvourel | 50 m livre feminino |              |              |           |           |       |         |